# Angora français
L'Angora français est une race homologuée de lapin angora, un lapin domestique à poil long sélectionné à partir de l'élevage du Lapin commun Oryctolagus cuniculus. Cette race française peu répandue se caractérise par sa fourrure aux longs poils soyeux qui donne un bel angora, cette fibre textile de luxe.

## Caractéristiques de la race
La Société Française de Cuniculiculture a reconnu cette race le 20 juin 1924. Cependant, il est à noter que la race est probablement bien plus ancienne, sa première mention en France remonte au XVIIIe siècle (1756). Les premiers lapins angora seraient issus d'Angleterre, où la race est exploitée depuis la fin du XVIIe, introduits à Bordeaux par des marins anglais.
L'utilisation commerciale et industrielle de cette race est documentée dès 1809. Le but premier était de disposer d'une source de revenus annexe en revendant la laine aux ateliers de filatures locaux. Il va de soi que la laine était également utilisée comme matière première pour la confection de pièces vestimentaires. La disparition des castors aux XIXe siècle en Europe a vraiment accéléré  sa consommation, notamment dans l'industrie du feutre à chapeaux.
L'angora français se caractérise par une fourrure qui devrait être la plus homogène possible, avec un sous-poil moins différencié que chez les races voisines et une quantité très importante de ces poils longs et solides appelés « jarres ». Ces derniers peuvent dépasser largement les 10 cm de longueur.
D'apparence imposante, ce lapin présente un corps massif dont les formes disparaissent sous son pelage, mais d'où émerge une tête à poil court, hormis des épis longs et soyeux qui dépassent au sommet des oreilles. Son poids idéal se situe entre 4 et 5 kg.
Le poil peut être facilement récolté par dépilation, contrairement aux angoras élevés en Chine ou en Amérique qui doivent être tondus.
Plusieurs mutations colorées sont tolérées en plus du blanc albinos, notamment une variété noire.

## Exploitation
Les animaux élevés pour leur pelage sont le plus souvent albinos, donc à poil blanc avec les yeux rouges.